# Flughafen Kuressaare

i7
i11
i13
Der Flughafen Kuressaare (IATA-Code: URE, ICAO-Code: EEKE), in estnischer Sprache Kuressaare lennujaam, ist ein Flughafen in Estland. Der Flughafen befindet sich auf der größten Insel Estlands, Saaremaa. Er liegt im Stadtteil Roomassaare, drei Kilometer südöstlich vom Zentrum von Kuressaare entfernt.
Flugverbindungen gibt es (wenn auch zum Teil nicht ganzjährig) auf die Insel Ruhnu sowie nach Tallinn, Riga, Helsinki und Stockholm.
Die nächstgelegenen Verkehrsflughäfen sind Kärdla (87 km), Riga (Lettland, 168 km), Tallinn (189 km), Tartu (245 km) und Visby (Schweden, 252 km).

## Geschichte
Die erste Landebahn des Flughafens wurde in der zweiten Hälfte der 1930er-Jahre gebaut. Am 6. März 1945 wurde ein regulärer Flugverkehr nach Tallinn aufgenommen. Der Flughafen spielte eine wichtige Rolle im Winter, wenn Schiffsverbindungen zum Festland eingestellt waren. Für die Fischindustrie der Insel war er wichtig, denn so konnte der Fang direkt zu den Zielmärkten, zum Beispiel Moskau, ausgeflogen werden. Ab 1958 wurde der Flughafen elektrifiziert.